# Suurisaari (ö i Finland, Södra Savolax, Nyslott, lat 62,37, long 29,05)
Suurisaari är en ö i Finland. Den ligger i sjön Pieni-Vihtari och i kommunen Heinävesi i den ekonomiska regionen  Nyslotts ekonomiska region  och landskapet Södra Savolax, i den sydöstra delen av landet, 300 km nordost om huvudstaden Helsingfors. Öns area är 9,9 hektar och dess största längd är 450 meter i öst-västlig riktning.